# Phaenocarpa atlantica
Phaenocarpa atlantica is een insect dat behoort tot de orde vliesvleugeligen (Hymenoptera) en de familie van de schildwespen (Braconidae). De wetenschappelijke naam van de soort werd voor het eerst geldig gepubliceerd door Arouca & Penteado-Dias in 2004.